# Jambiliara laticauda
Jambiliara laticauda är en insektsart som först beskrevs av Heinrich Hugo Karny 1926.  Jambiliara laticauda ingår i släktet Jambiliara och familjen vårtbitare. Inga underarter finns listade i Catalogue of Life.